# 後龍溪

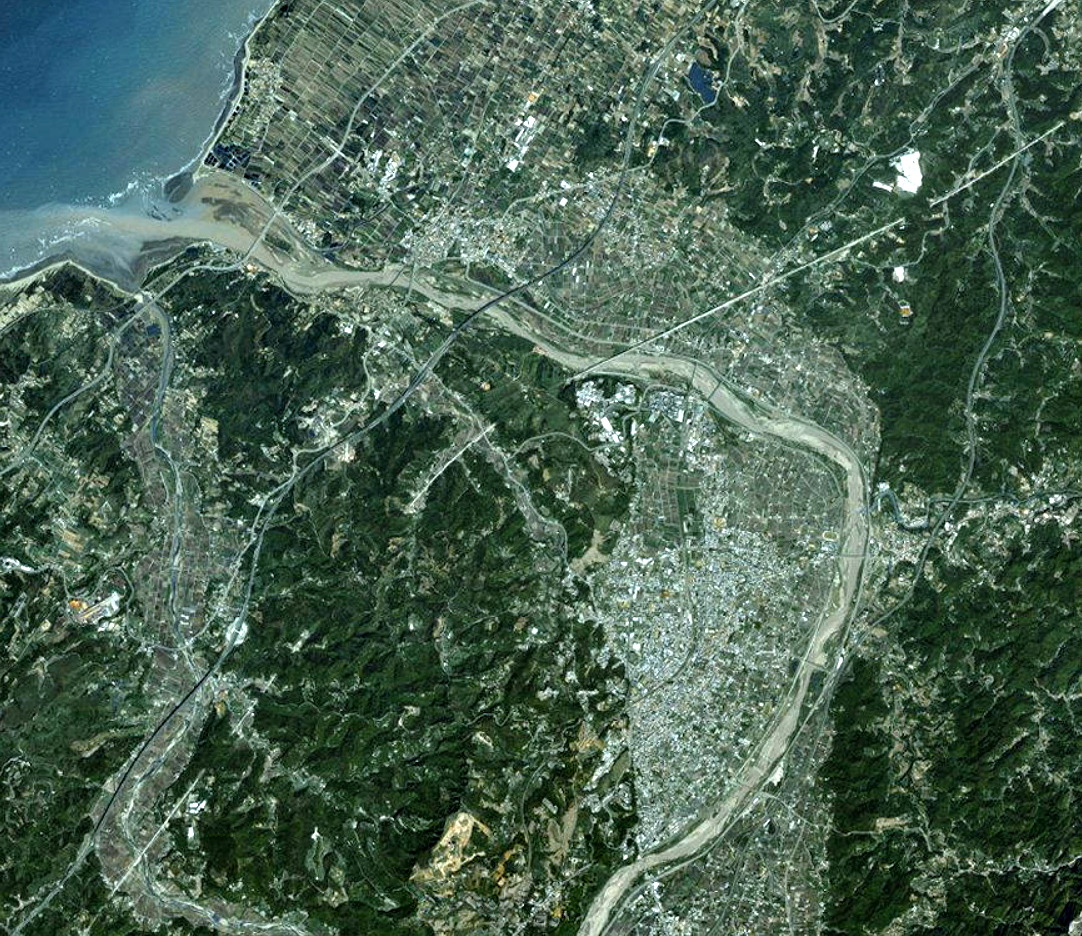
後龍溪流域衛星圖

後龍溪位於台灣中部偏北，屬於中央管河川。橫貫苗栗縣的中南部，是苗栗縣重要的水利河川之一，發源於雪山山脈中的鹿場大山，上游為汶水溪。主流河長58.30公里，流域面積約有536.59平方公里。
後龍溪主要灌溉苗栗縣公館鄉、苗栗市、頭屋鄉、造橋鄉和後龍鎮等以稻米為主的農產地區，汙染情形以中下游較為明顯。
1997年，水質觀測報告資料顯示，後龍溪輕度污染佔2.2%，中度污染佔15%。
後龍溪像新竹縣的頭前溪一樣，也是落差大且短的河流，平均坡度為1:160。

## 後龍溪水系主要河川
- 後龍溪：苗栗縣
  - 南勢溪：苗栗市、後龍鎮
  - 老田寮溪：頭屋鄉、獅潭鄉
    - 扒子岡溪：頭屋鄉
    - 獅潭川（新店溪）：獅潭鄉
      - 小東勢溪
      - 大東勢溪

  - 沙河溪：頭屋鄉、公館鄉
    - 南河：公館鄉
    - 北河：公館鄉

  - 老雞隆河：銅鑼鄉
  - 鹽水坑溪（桂竹林溪）：獅潭鄉
  - 大湖溪：大湖鄉
    - 南湖溪：大湖鄉

  - 汶水溪：獅潭鄉、大湖鄉、泰安鄉
    - 八卦力溪：泰安鄉
    - 打比厝溪：泰安鄉
    - 馬凹溪：泰安鄉
    - 東洗水溪：泰安鄉

## 主要水壩
- 明德水庫
- 扒子岡水庫

## 主要橋樑
以下由河口至源頭列出主流上之主要橋樑：

### 後龍溪河段

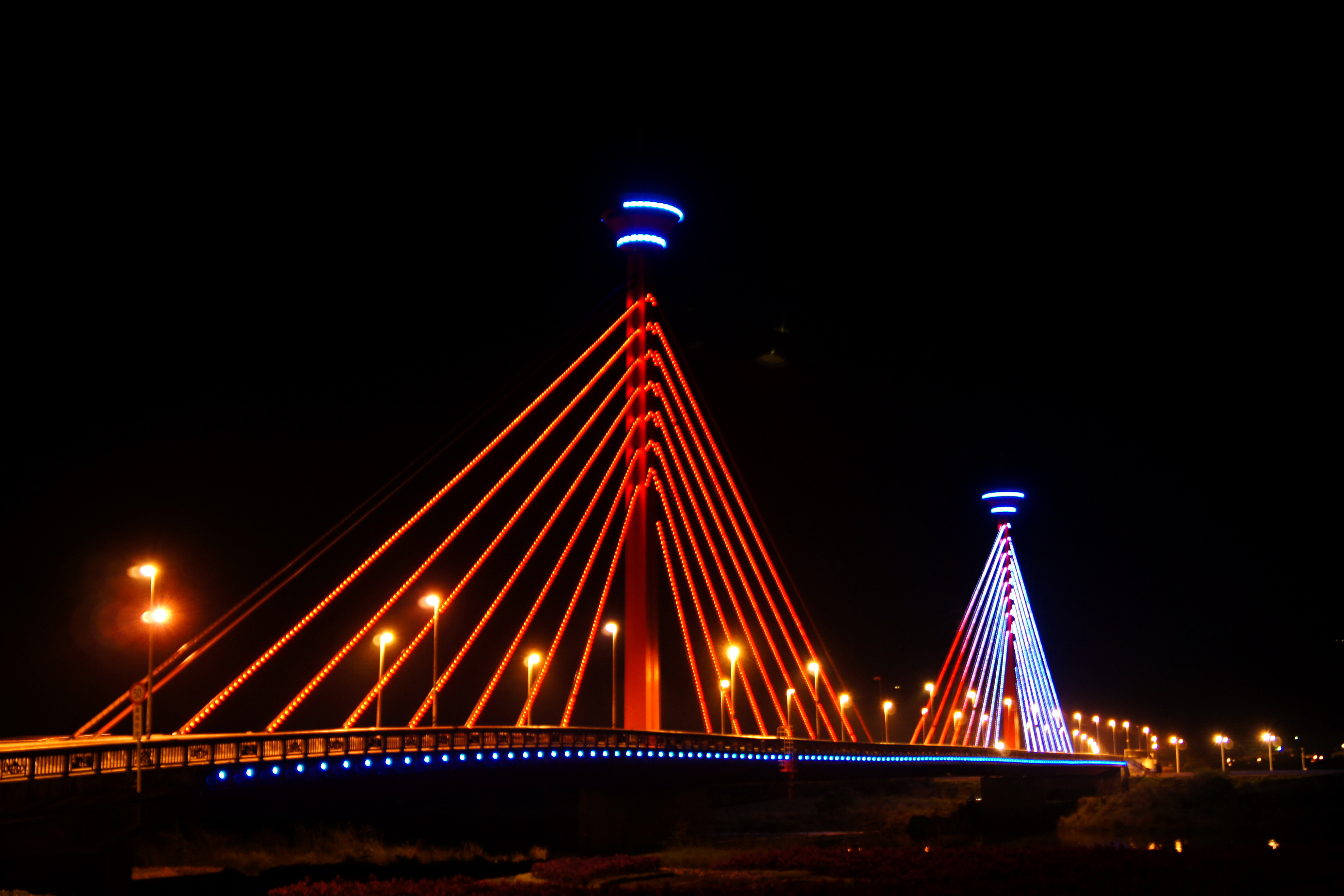
從經國路二段向東望新東大橋

- 觀海大橋（臺61快速公路）
- 下後龍溪橋（台鐵海線鐵路）
- 後龍溪橋（省道台1線）
- 後龍溪橋（國道3號）
- 後龍溪橋（台灣高鐵）
- 新港大橋
- 後龍溪橋（台鐵山線鐵路）
- 北勢大橋（省道台13甲線）
- 頭屋大橋（省道台13線）
- 玉清大橋（鄉道苗27-1線）
- 新東大橋（鄉道苗26-2線）
- 龜山橋（省道台6線）
- 後龍溪橋（國道1號）
- 中平大橋（縣道128號）
- 客屬大橋（縣道119甲）
- 後龍溪橋（省道臺72線快速公路）
- 國光橋
- 後龍溪橋（省道臺72線快速公路）

### 汶水溪河段
- 汶水橋（省道台6線）
- 汶水新橋（省道台3線）
- 錦卦大橋
- 八卦吊橋
- 虎山吊橋
- 虎山橋（鄉道苗62線）
- 泰安橋（鄉道苗62線）
- 水雲吊橋

## 外部連結
- 讓我們看河去(重要河川)-- 後龍溪
- 《後龍溪口》--台灣的濕地